# ガッキーショック
ガッキーショックとは、2021年5月19日、ガッキーこと女優の新垣結衣が歌手の星野源と結婚を発表したことにより、ビットコインを含む暗号資産の価格が急落したとされる都市伝説のことである。暗号資産の時価総額1兆ドル（当時の為替レートで約110兆円）を一瞬にして吹き飛ばしたとされる。

## 概要
2015年頃より、日本の金融市場には「人気芸能人の結婚発表と市場の変動が重なる」、「芸能人の結婚発表は日本株を暴落させる、金融市場に影響を及ぼす」というアノマリー、ジンクスが存在していた。こうした中、2021年5月19日、中国にて金融機関に暗号資産関連業務を禁じる通知が出されたことを受け、前月に過去最高値をつけたビットコイン価格が当時の半値近くまで急落。暗号資産の時価総額は1兆ドル程度毀損した。同日には新垣と星野が結婚することが公表されており、SNS等を中心に新垣結衣の結婚によるアノマリーが発動し、暗号資産、特にビットコインの価値が急落したのではないかとされた。
なお、新垣と星野の結婚発表後、SNSを中心に翌日の東京証券取引所の株価の下落を懸念する声が上がっていたが、2021年5月20日の日経平均株価は前日比53円高で取引を終えた。これを受けデイリースポーツは、同日付で「東証 恐れられたガッキー・ショック回避!日経平均上昇 芸能界電撃→暴落の都市伝説」という記事を配信している。

## 類似事象
ガッキーショックと同様に、人気芸能人の結婚発表が金融市場へ影響したとされる主な類似事象には以下のものがある。なお、相手が記載されていない場合は一般人と入籍したものとする。
| 結婚した人物と公表タイミング等                  | 金融市場への影響 |
| ----------------------------------------------- | --- |
| 山本耕史・堀北真希（2015年8月22日（土））       | 翌営業日（8月24日（月））の日経平均株価の終値は前営業日より895円15銭安い1万8540円68銭。 本事象はホマキショックとも呼ばれている。       |
| 福山雅治・吹石一恵（2015年9月28日（月）引け後） | 翌営業日（9月29日（火））の日経平均株価の終値は前営業日より714円27銭安い1万6930円84銭。                                                |
| DAIGO・北川景子（2016年1月11日（月・祝））      | 翌営業日（1月12日（火））の日経平均株価の終値は前営業日より479円安い1万7218円96銭。                                                    |
| 小倉優子（2018年12月25日（月）正午）            | 同日（月曜日）の日経平均株価の終値は前営業日よりも1010円45銭安い1万9155円74銭。2万円の大台を割り込む。                                 |
| 石原さとみ（2020年9月30日（水））               | 翌日（10月1日（木））、東京証券取引所の売買システム「arrowhead」においてシステム障害が発生し、国内全ての取引所における取引がストップ。 |
| 二階堂ふみ・カズレーザー（2025年8月10日（日）） | 翌営業日（8月12日（火））の日経平均株価の終値は前営業日より897円高い4万2718円17銭となり、これまでの最高値を更新した。                  |